# Michaił Kamieniecki
Michaił Abramowicz Kamieniecki (ros. Михаил Абрамович Камене́цкий; ur. 1924, zm. 2006) – radziecki reżyser filmowy oraz operator. Zasłużony Działacz Sztuk RFSRR (1992). Uczestnik II wojny światowej. Kawaler Orderu Wojny Ojczyźnianej I klasy. W 1951 roku ukończył studia na wydziale operatorskim WGIKa.

## Wybrana filmografia

### Reżyser
- 1970: Bobry
- 1972: Marzenie osiołka
- 1984: Wilk i cielątko

### Operator
- 1959: Zakochana chmura
- 1970: Bobry
- 1972: Marzenie osiołka
- 1972: Noworoczna bajka